# Фіат Тальєро
Фіат Тальєро — будівля автозаправки з автосервісом в Асмері, столиці Еритреї, виконана в футуристичному архітектурному стилі. Будівництво було завершено в 1938 році за проектом італійського архітектора Джузеппе Петацці (італ. Giuseppe Pettazzi).
З самого початку задумана як проста АЗС, будівля була споруджена архітектором у вигляді літака. Будівля складається з центральної вежі, де розміщуються офісні приміщення, каси і магазин. Башта підтримує пару 15 метрових консольних крил із залізобетону. Хоча це був оригінальний дизайн італійського майстра, місцева влада у той час стверджувала, що кожне крило має бути підтримано стовпами. Місцеві жителі так і вважали, що ці крила за задумом самого архітектора повинні були підтримуватись колонами, але знайдені в 2001 році креслення будівлі підтвердили оригінальність задуму архітектора. За міською легендою майстер видерся на дах і погрожував покінчити життя самогубством, якщо крила впадуть без підтримки. Інша міська легенда стверджує, що Петацці врегулював суперечку шляхом підведення револьвера до скроні головного виконроба, погрожуючи вбити його, якщо будівельники не знесуть опори. Незважаючи на усі побоювання місцевих, дах не впав після знесення опор і продовжує стояти вже понад 70 років.
Будівля не зазнала пошкоджень під час численних конфліктів на Африканському розі у XX столітті. Будівля була відремонтована в 2003 році й увійшла до списку I категорії архітектурних споруд Еритреї. Це означає, що жодна частина будівлі не може бути скоригована в будь-якому випадку.
Будівля в наш час[коли?] належить нафтової компанії Royal Dutch Shell.